# Mirosternus xanthostictus
Mirosternus xanthostictus är en skalbaggsart som beskrevs av Perkins 1910. Mirosternus xanthostictus ingår i släktet Mirosternus och familjen trägnagare. Inga underarter finns listade i Catalogue of Life.